# Municipio de Monroe (condado de Linn)
El municipio de Monroe (en inglés: Monroe Township) es un municipio ubicado en el condado de Linn en el estado estadounidense de Iowa. En el año 2010 tenía una población de 13020 habitantes y una densidad poblacional de 141,45 personas por km².

## Geografía
El municipio de Monroe se encuentra ubicado en las coordenadas 42°4′40″N 91°42′54″O / 42.07778, -91.71500. Según la Oficina del Censo de los Estados Unidos, el municipio tiene una superficie total de 92.05 km², de la cual 89.77 km² corresponden a tierra firme y (2.48%) 2.28 km² es agua.

## Demografía
Según el censo de 2010, había 13020 personas residiendo en el municipio de Monroe. La densidad de población era de 141,45 hab./km². De los 13020 habitantes, el municipio de Monroe estaba compuesto por el 92.7% blancos, el 2.98% eran afroamericanos, el 0.2% eran amerindios, el 1.73% eran asiáticos, el 0.12% eran isleños del Pacífico, el 0.59% eran de otras razas y el 1.68% pertenecían a dos o más razas. Del total de la población el 1.67% eran hispanos o latinos de cualquier raza.